# Carrière Léon
La carrière Léon, située sur le territoire de la commune d'Abbeville, dans le département de la Somme, en France, est un site préhistorique et paléontologique du Paléolithique inférieur.

## Historique
Cette ancienne carrière, du nom de son ancien propriétaire, n'est plus exploitée. Elle est la propriété du Muséum national d'histoire naturelle.
En 1939, l'abbé Henri Breuil effectua un sondage archéologique qui permit de confirmer la présence d’industrie lithique, probablement contemporaine de la faune de la carrière Carpentier voisine, datée du Pléistocène moyen, vers 600 000 ans avant le présent (AP).
Le 13 juin 2007, une expertise géologique et archéologique de la parcelle a été réalisée par le Muséum national d'histoire naturelle afin de vérifier si des sédiments fluviatiles potentiellement archéologiques y étaient préservés. Cette expertise avait été demandée dans le cadre de la demande de classement du site au titre des monuments historiques.

## Intérêt du site
La carrière Léon ainsi que plusieurs autres à Abbeville (dont la carrière Carpentier, distante de 400 mètres) font apparaître plusieurs couches de sédiments, dont de la marne blanche ainsi que des sables et graviers contenant des traces d'outils lithiques.
D'un point de vue scientifique, l’expertise géologique et archéologique a permis de préciser que :
- les sédiments fluviatiles dataient du Pléistocène moyen, il y a environ 600 000 ans ;
- la présence de pièces paléontologiques et archéologiques témoignaient de la coexistence de l’Homme et d’espèces animales disparues qui ont contribué a la reconnaissance de la Préhistoire en France.

Une fouille archéologique exhaustive de la parcelle reste à effectuer.